# Międzynarodowy Festiwal Filmów Krótkometrażowych w Oberhausen
Międzynarodowy Festiwal Filmów Krótkometrażowych w Oberhausen (niem. Internationale Kurzfilmtage Oberhausen) – festiwal filmów krótkometrażowych odbywający się w Oberhausen od 1954.